# Lambda Aquilae
λ Aquilae (Lambda Aquilae, λ Aql) ist ein Stern im Sternbild Adler. Er führt den Eigennamen Al Thalimain Prior, während der Stern ι Aquilae (Iota Aquilae) als Al Thalimain Posterior bezeichnet wird. Al Thalimain (الثالمين, DMG aṯ-Ṯālimain) ist arabisch und bedeutet die (beiden) Strauße.
Lambda Aquila ist ein Hauptreihenstern der Spektralklasse B9. Der Stern ist etwa 127 Lichtjahre von der Erde entfernt und weist eine scheinbare visuelle Helligkeit von 3,43 mag auf. Er hat etwa die 2,8-fache Masse, den 2,3-fachen Radius und die 84-fache Leuchtkraft der Sonne, dreht sich aber wesentlich schneller als diese in weniger als 21 Stunden einmal um seine Achse. Wenn sein Wasserstoffvorrat im Kern einmal aufgebraucht sein wird, wird er in das Riesenstadium übergehen und schließlich als ein Weißer Zwerg von 0,7 Sonnenmassen enden.